# Ray Scott
John Raymond "Ray" Scott (Filadelfia, Pensilvania; 12 de julio de 1938) es un exjugador y entrenador profesional de baloncesto de la NBA.

## Trayectoria deportiva
Jugando en la posición de alero/pívot, fue seleccionado en el Draft de la NBA de 1961 en la cuarta posición por Detroit Pistons procedente de la Universidad de Portland. Scott jugó 11 temporadas en la NBA y ABA, con los Pistons, Baltimore Bullets y Virginia Squires.
Posteriormente, de 1972 a 1976 sería entrenador de Detroit Pistons, ganando el Trofeo al Mejor Entrenador del Año en 1974.